# Кировский авиационный техникум
Кировский авиационный техникум – учреждение среднего профессионального образования в Кирове.

## История
Работа техникума началась в годы Великой Отечественной войны. В Киров из фронтовой зоны было эвакуировано множество предприятий, в том числе два авиационных завода – Лепсе и Авитек. В связи с этим, в городе ощущалась нехватка профессиональных кадров. По инициативе завода Лепсе решением Государственного комитета обороны в 1944 году было учреждено учебное заведение готовящее специалистов авиационной отрасли.
Учебный процесс в техникуме был более сложен, нежели в школах. Соблюдалась строгая дисциплина, высшая математика преподавалась сразу со второго курса. Привлекались ведущие специалисты заводов. Работали элементы студенческого самоуправления, на заседания которых вызывали нарушителей и отстающих учеников.
Во времена руководства Козьминых Арсения Филипповича был введён в действие нынешний корпус на Октябрьском проспекте и общежитие. Однако старый корпус и учебно-производственная база находились в другом районе города, что создавало неудобства. Новый учебно-лабораторный корпус и учебные мастерские были созданы при двух следующих руководителях.
В 2017 году к Авиационному техникуму присоединился Кировский механико-технологический техникум, благодаря чему появились направления подготовки химических специальностей.

## Направления подготовки[5]
- Технология машиностроения
- Автоматические системы управления
- Информационные системы и программирование
- Техническая эксплуатация и обслуживание электрического и электромеханического оборудования (по отраслям)
- Технология аналитического контроля химических соединений
- Технология производства и переработки пластических масс
- Информационные системы и программирование
- Сетевое и системное администрирование
- Наладчик станков и оборудования в механообработке

## Список руководителей[4]
- Парнас Яков Моисеевич
- Алексеев Виктор Павлович
- Кутепов Василий Васильевич
- Козьминых Арсений Филиппович
- Константинов Виктор Иванович
- Садовников Виктор Антонович
- Карабанов Дмитрий Владимирович
- Садовников Сергей Викторович
- Седых Надежда Сергеевна

## Известные выпускники[4]
- Литвяков Евгений Иванович – директор завода «Кирскабель»
- Перваков Валентин Николаевич – генеральный директор завода «Авитек»
- Синцов Вадим Ильич – директор завода «Маяк»
- Конышев Виктор Дмитриевич – директор завода экспериментального спортивного оборудования
- Томилов Андрей Петрович – доктор технических наук, профессор
- Гаврилов Дмитрий Саввич – генерал-майор, бывший заместитель Главнокомандующего ВВС России, начальник Центрального командного пункта
- Макаров Виктор Владимирович – доктор технических, экономических и юридических наук, профессор, академик РАЕН, президент научно-производственного объединения «Химсинтез»
- Киселёв Александр Игоревич – художник, учитель
- Кунавин Юрий Николаевич – разработчик ракеты и орбитального корабля «Буран», автор 15 изобретений, разработчик кардиостимулятора и нейростимулятора
- Чайкин Валентин Афанасьевич – экс-рекордсмен мира по конькам
- Воинова Татьяна Николаевна – трижды абсолютная чемпионка мира по парашютному спорту
- Хардин Валентин Фёдорович - многократный чемпион мира по хоккею с мячом
- Полев Виктор Владимирович, конструктор, создатель популярных охотничьих пуль для гладкоствольного оружия, названных в его честь.